# Roger Cotte
Roger Cotte   (Clamart, 21 de juliol de 1921 - São Paulo, 1 de maig de 1999) és un flautista i musicòleg francès.

## Carrera
Cotte va estudiar música al Conservatori de París amb Gaston Crunelle del 1940 al 1948. Va crear i dirigir des de 1953 el Grup d'Instruments Antics de París. El 1961 va obtenir un doctorat en musicologia per la Sorbona, on va dirigir el laboratori de musicologia. Va ensenyar flauta travessera a la "Schola Cantorum" de París. Va signar algunes músiques cinematogràfiques (Justine de Sade de Claude Pierson). Del 1984 al 1992, va ensenyar a la Universitat Estatal de Sao Paulo, Brasil, on va fundar un grup de música antiga. Va publicar La musique maçonnique et ses musiciens, Musique et symbolisme i un quadern de cançons maçòniques.
La seva recerca musical es va centrar en Jean-Jacques Rousseau i la música maçònica de Mozart, Beethoven, Johann Nepomuk Hummel.

## Publicacions
- 1958: Méthode complète de flûte à bec (ou flûte douce),[2] Paris
- 1959: Encyclopédie des grands compositeurs, Paris
- 1961: Compositeurs français émigrés en Suède, tesi de doctorat, Paris
- 1973: Précis d'organologie, in: L'éducation musicale
- 1974: La musique maçonnique et ses musiciens,[3] Paris
- Les textes de Voltaire mis en musique
- 1976: Jean-Jacques Rousseau musicien[4] on the site of the BNF